# Раков Володимир Миколайович
Володимир Миколайович Раков (24 листопада 1995 — 6 січня 2025) — український танцівник, хореограф, режисер-постановник, переможець 6 сезону шоу «Танцюють всі!» та військовослужбовець.

## Біографія
Народився 24 листопада 1995 року в місті Євпаторія. Виростав разом зі старшим братом в родині, де мати працювала кухарем, а батько був будівельником. У підлітковому віці хлопець зацікавився акробатичним рок-н-ролом. Цей стиль танців вимагав високого рівня фізичної підготовки, тому Володимиру довелося активно працювати над розвитком своїх фізичних можливостей.
Пройшов навчання у танцювальних школах США, серед яких Broadway Dance Centre у Нью-Йорку, Millennium у Лос-Анджелесі та Movement Lifestyle у Лос-Анджелесі.
У 2013 році він став учасником шоу «Танцюють всі!» на телеканалі СТБ, здобувши перемогу. У двох наступних сезонах він продовжив співпрацю з шоу «Танцюють всі» як танцівник і хореограф.
В 2015 році брав участь із командою Apache Crew на Hip Hop International в Сан-Дієго.
У 2018 році у складі команди Wonder Crew переміг у змаганнях World of Dance у Берліні.
Крім того, Володимир Раков був артистом театральних проєктів Kozar Dance Theatre (2013−2016), Traum Theatre Salome Germany 2017−2019.
У 2019 році Раков знявся в першому українському повнометражному танцювальному екшні «Давай танцюй».
Був асистентом хореографа шоу «Танці з зірками», знімався в кіно та численних кліпах популярних українських артистів: Насті Каменських, Макса Барських, гурту «Время и Стекло», Onuka, Мішель Андраде та інших артистів. Крім того, танцюрист знімався у рекламі світових брендів, таких як Lexus, Apple, Nike.
Раков долучився до лав ЗСУ після початку повномасштабної війни у 2022 році та служив у 2-му стрілецькому батальйоні 24-ї ОМБр імені короля Данила Галицького.
6 січня 2025 року загинув під час виконання бойового завдання.
Має відзнаку «Золотий хрест» за мужність і ефективність у бою.